# Peichin
Peichin (em japonês:  親雲上) é o termo que designa uma classe de nobres oficiais do vetusto reino de Ryukyu, atualmente o concelho nipônico de Oquinaua. O prestígio social equivalia à classe dos samurais. Essa similitude aprofundou-se mais e mais, principalmente após a formal anexação do arquipélago ao império japonês.